# جیرفت
جیرُفت شهری در جنوب استان کرمان و مرکز شهرستان جیرفت است. تمدّن پیدا شده در جیرفت  یکی از کهن‌ترین تمدن‌های بشری است. آثار خطی به‌دست‌آمده از این تمدن قدیمی‌تر از خط میخی کشف‌شده در بین‌النهرین و نخستین خط ابداع‌شده توسّط بشر است. این شهر  يکی از نخستین شهرهایی است که حدود چهار هزار سال پیش در فلات ایران پدید آمدند. بنا بر نظر بسیاری از باستان‌شناسان، تمدّن کهن آرتا یا آرته با قدمت حدود  چهار هزار سال همان شهر باستانی جیرفت است و از همین‌رو به جیرفت لقب کهن‌ترین تمدّن شرق و گهواره‌ی تمدّن بشری را داده‌اند. بنابر سرشماری سال ۱۳۹۵ مرکز آمار ایران، جیرفت با جمعیت ۱۳۰٬۴۲۹ نفر، دهمین شهر پرجمعیت جنوب ایران بوده‌است.درسال ۱۴۰۳شهر جیرفت  بیش از ۱۸۰۰۰۰بوده که چهارمین شهر پرجمعیت  جنوب شرقی کشور می‌باشد .نام پیشین جیرفت  سبزواران بوده‌است. برای تقسیم استان کرمان جیرفت  بهترین گزینه  برای مرکز  استانی می‌باشد. 

## نام‌گذاری

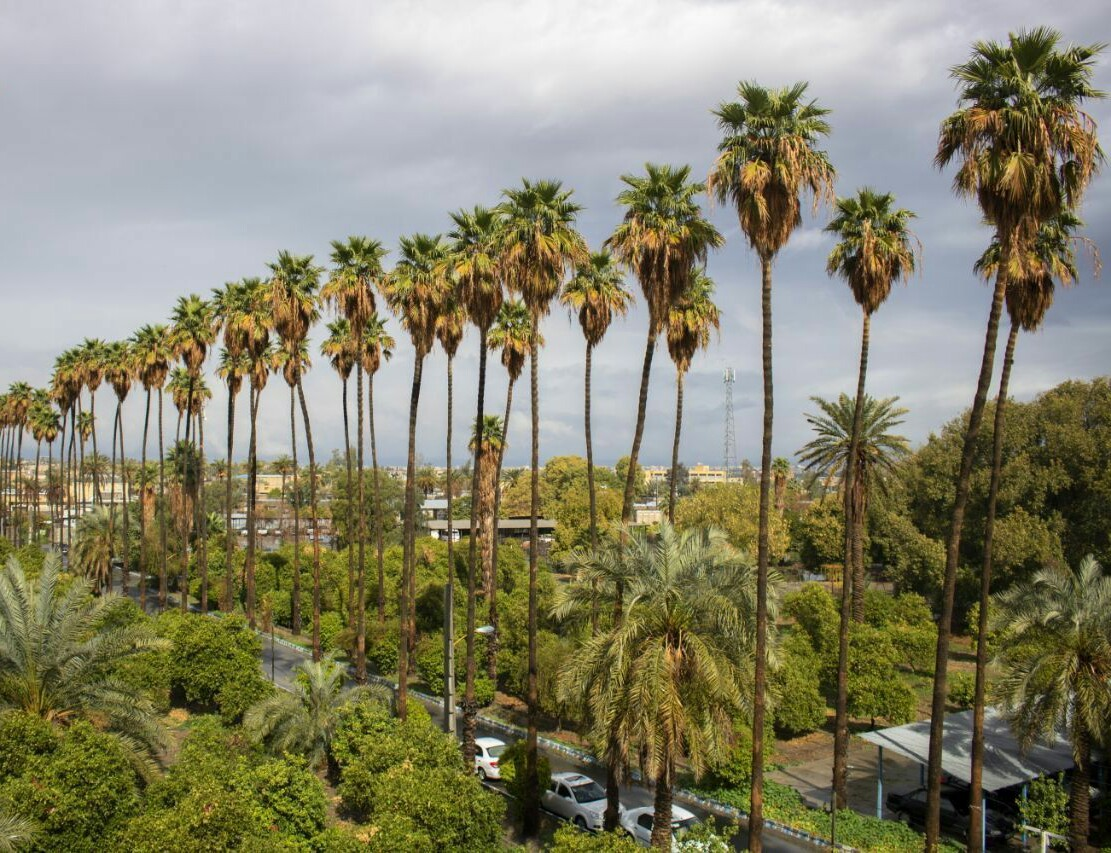
جیرفت، سازمان جهاد کشاورزی

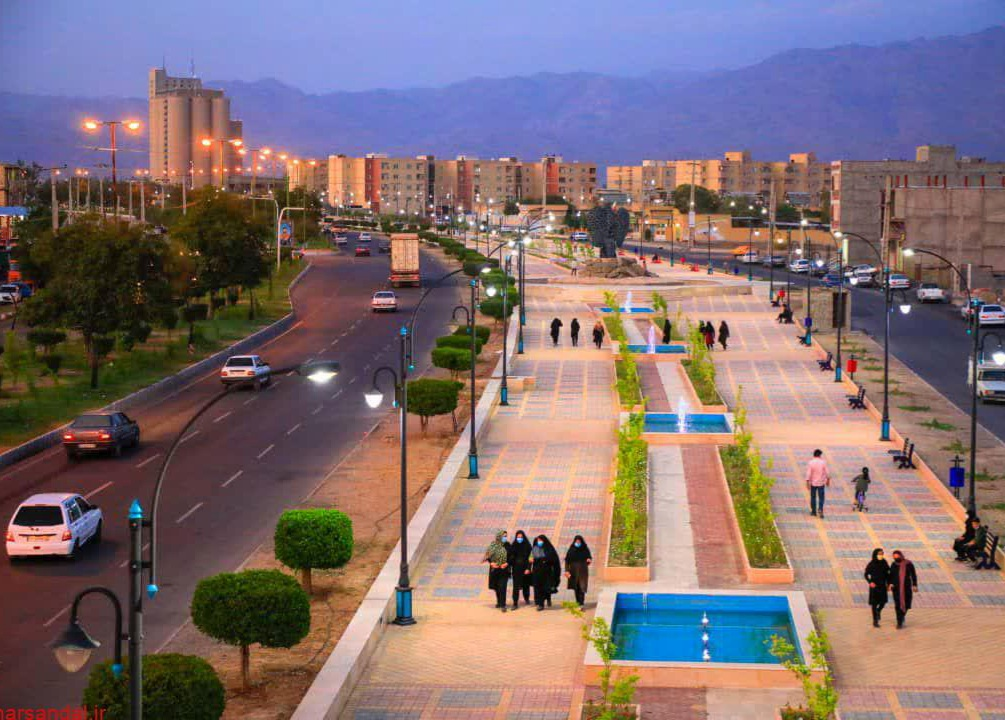
جیرفت، بلوار پیامبراعظم (ص)

جیرفت از دو کلمه‌ی جیر به معنی پَست و پایین و اُفت به معنی اُفتاده تشکیل شده‌است و به‌طور کلّی جیرفت به معنای جلگه‌ی پَستِ آبرفتی است. در برخی منابع نام شهر را به معنای کنار رود دانسته‌اند و نظر دیگر این است که جی مخفف جوی آب و رُفت فعل ماضی از مصدر رُفتن و روییدن و پاک کردن است و چون‌که این شهر در گذشته به وسیله‌ی سیل مهیبی از بین رفته، پس از آن «جی‌رُفت» نام گرفته است.
از جیرفت گاه به عنوان هند کوچک، بهشت کشاورزی و کالیفرنیای ایران یاد می‌شود.

## جمعیت شناسی

### جمعیت
جمعیت شهر جیرفت در سرشماری سال ۱۳۹۵، برابر با ۱۳۰،۴۲۹ نفر بوده است.

## پیشینهٔ جیرفت

### پیش از اسلام
کهن‌ترین تمدن جهان در سومر عراق پای گرفته‌است؛ ولی یوسف مجیدزاده معتقد است که با کشف یک زیگورات با قدمت بیش از پنج هزار سال، آثار سنگی بسیار و همچنین کتیبه‌های آجری به خطی ناشناخته از منطقه جیرفت باستانشناسان باید دربارهٔ دانسته‌ها و ادعاهای پیشین خود تجدید نظر کنند. اگرچه به این نظر انتقاداتی وارد آمده، ازجمله باستان‌شناس آمریکایی، موسکارلا که معتقد است در تأیید صحت چندین و چند شیء نه محل مبدأ و نه زمان آن قابل اثبات است. همچنین یافته‌های کاملاً منحصر به فرد در جیرفت اصالت آنها را زیر سؤال می‌برد.
در حمله اسکندر به ایران طبق گفته اریستوبولوس، اسکندر در گذر از هند به فارس، از این منطقه گذر کرده‌است و در جیرفت با نئارکوس در یاسلار خود دیدار داشته و از آبادانی شهر، منطقه و کاخ‌ها و نیایشگاه‌های آن نام می‌برد.

### پس از اسلام
جیرفت در زمان خلافت عمر (دومین خلیفه پس از پیامبر)، خلیفه دوم (سال ۲۳ هجری قمری) به دست اعراب (به فرماندهی سهیل‌بن عَدی) فتح شد. جیرفت در این زمان مرکزِ ولایت کرمان به‌شمار می‌رفت. بار دیگر در زمان خلافت عثمان، خلیفه سوم (۲۳–۳۵ هجری قمری) مجاشع بن مسعود سُلَمی آن را گشود.
در سده اول، ولایت کرمان، به ویژه شهر جیرفت، از عمده‌ترین مراکز خوارج به‌شمار می‌رفت و مُهَلّب بن ابی‌صُفره اَزْدی، در سال ۷۷ هجری قمری در آنجا با خوارج جنگید که منجر به شکست و رانده شدن آنان از جیرفت شد. در سال ۱۳۰ هجری قمری، جیرفت نبردگاه عامر بن ضُباره با شَیبان بن عبدالعزیز یشکُری، به سبب مخالفت شیبان با مروان بن‌محمد، آخرین خلیفه اموی، بود که به شکست شیبان انجامید.
تا سده سوم هجری جیرفت محل نزاع و کشمکش مخالفان علیه حکومت مرکزی بود؛ تا اینکه؛ یعقوب لیث صفاری و برادرش عمر، پس از سرکوبی اهالی جیرفت و قوم کوفچ، آنجا را تسخیر کرد. مقارن حکومت صفاریان، بر آبادانی جیرفت افزوده شد. شاید بتوان بیشترین اهمیت جیرفت را در این دوره و حتی پس از آن، قرار گرفتن شهر در محل اتصال دو راه اصلی دانست: یکی راه هندوستان از طریق جالق و دیگری راه خلیج‌فارس، از طریق بندرعباس. در این زمان کالاهای تجار از قُمادینِ جیرفت به دیگر نقاط کشور صادر می‌شد.
جیرفت در سده چهارم، مجمع تجار، بزرگ‌تر از اصطخرِ فارس و بسیار آباد بود. دژی با چهار دروازه به نام‌های شاپور، بم، سیرجان و مصلی داشت و دارای مسجد جامع، بازار، حمام‌های پاکیزه، میوه‌های سردسیری و گرمسیری چون خرما و جوز و ترنج، و معادن بسیار، به ویژه نقره، بود و در جوی‌های آن زر یافت می‌شد. مسجد جامع شهر که با آجر و گچ ساخته شده بود نزدیک دروازه بم و دور از بازار قرار داشت. در سده نهم ابن خردادبه از جیرفت به عنوان بزرگ‌ترین شهر کرمان یاد کرده‌است، جغرافی‌نویسان این دوره، از دیورود (هلیل‌رود) در جیرفت، که قدرت گرداندن شصت آسیاب را داشت مطالبی آورده‌اند. کوره جیرفت دارای شهرهای بسیار بود و شهری به نام هرمزملک، (نباید آن را با هرمز کنونی یکی دانست) متعلق به دوره ساسانی، در راه جیرفت ـ بم قرار داشت. پس از عمر و لیث بعد از مدتی سامانیان جیرفت را در تصرف داشتند.
در سال ۳۲۴ هجری قمری، جیرفت که همچنان مرکز ولایت کرمان محسوب می‌شد، به‌دست معزالدوله دیلمی افتاد. در سال ۳۶۰ هجری قمری عضدالدوله دیلمی آنجا را تصرف کرد. در زمان تسلط آل بویه بر جیرفت این شهر مرکزیت سیاسی زمستانی را مانند دوران سلجوقی داشته‌است. مرگ عضدالدوله و ضعف آل بویه تا سده پنجم هجری زمینه را برای تهاجم بیگانگان به جیرفت فراهم کرد.
در سال ۳۹۰ هجری قمری ابونصربن عزالدوله بختیار (از امرای دیالمه) و سپس بهاءالدوله (فرزند عضدالدوله) و سال بعد طاهربن احمد صفاری (حاکم سیستان) جیرفت را تسخیر کردند. در اواسط سده پنجم، به سبب ضعف امرای دیلمی، بیشتر نواحی کرمان و ازجمله جیرفت را اقوام کوفچ غارت می‌کردند.
در سال ۴۴۳ هجری قمری شخصی به نام ملک قارود پسر چغری بیگ سلجوقی به جیرفت حمله کرده و با مقاومت کوچ نشینان کوفچ روبرو شده و کوفچیان سخت در مقابل او مقاومت کردند. این‌ها مردمی بودند که به واسطه پناهگاه‌های سخت به کسی باج نمی‌دادند ولی در نهایت ملک قارود با حیله آن‌ها را شکست داد.
ملک قارود پس از قلع و قمع طایفه‌های قفص (کوچ) و استیلای بر عمان و سواحل خلیج فارس و ایجاد امنیت در جیرفت، پایتخت قشلاقی خود را در سه ماه زمستان تا اردیبهشت‌ماه به مدت چهار تا پنج ماه در جیرفت انتخاب کرد؛ زیرا این منطقه بسیار آباد و حاصلخیز بوده‌است.
در دوره حکومت سلجوقیان، به‌ویژه در دوره محمدبن ارسلانشاه بر آبادانی جیرفت افزوده شد و به دستور وی کاروان سراها، مساجد و مدارس بسیاری در جیرفت احداث شد. در همین دوره، برای نخستین بار از شهرکی به‌نام قُمادین یاد شده که آن را محله‌ای خارج از شهر و مسکن عمده تجار خارجی دانسته‌اند. قمادین مخزن نفایس چین، ختا، هندوستان، حبشه، زنگبار، روم، مصر، ارمینیه، آذربایجان، ماوراءالنهر، عراق، خراسان و فارس بود.
جیرفت تا اوایل نیمه دوم سده ششم، شهری نیکو بود و ام‌القرای کرمان محسوب می‌شد. بعد از ارسلانشاه و جانشینان او، دوران فترت و سستی حکومت سلجوقیان شروع شد. در سال ۵۶۲ هجری قمری به سبب شایع شدن بیماری و مرگ، طغرل شاه بن محمد و ترکان و غلامان شهر را غارت کردند. طغرل شاه بیشتر دوران سلطنت را به‌دلیل علاقه به جیرفت در این شهر گذرانده بود. در بیستم فروردین سال ۵۶۵ هجری قمری در همین شهر وفات یافت.
بعد از مرگ طغرل شاه در اثر رقابت و جنگ‌های فرزندان وی جیرفت رو به ویرانی نهاد؛ چنان‌که در سال ۵۶۶ هجری قمری، بهرام‌شاه، قمادینِ جیرفت را غارت و شهر و روستاهای آن را ویران کرد. این اختلافات و جنگ‌های خانگی باعث شد غزها در نبردی سپاه کرمان را در باغین شکست دادند و متوجه جیرفت شدند. در سال ۵۷۵ هجری قمری آن‌ها بدون برخورد با هیچ مانعی جیرفت را به تصرف درآوردند و با حمله‌ای وحشیانه جیرفت را به کلی نابود کردند؛ چنان‌که محمدبن ابراهیم در تاریخ سلجوقیان و غزها (ص ۱۳۷–۱۲۹) نوشته‌است: «و بیچاره اهل جیرفت، غافل و بیخبر ناگاه به سرایشان فرود آمدند و صد هزار نفس را به انواع تعذیب و شکنجه هلاک کردند و سر در ولایت نهادند و هر کجا ناحیتی معمور بود یا خطه‌ای مسکون دیدند، آثار آن مطموس و مدروس گردانیدند.»
پس از آن جیرفت مدتی، در دوره ملک دینارغز در آرامش نسبی به سر برد. در آن دوره، دارالملک کرمان بود و به‌دلیل آب و هوای مطبوع لقب جَنَّه اَرْبَعَةِ اَشهُر (بهشت چهار ماه) داشت. در سال ۶۰۰ هجری قمری، امیرقطب‌الدین مبارز، از ملوک شبانکاره، دور جیرفت حصار کشید و قدرت دفاعی شهر را بالا برد. در سال ۶۱۹ هجری قمری، منطقه به دست قراختاییان افتاد.

### حمله مغول‌ها به جیرفت
شهر جیرفت بر اثر حمله مغول‌ها، در سال ۶۲۱ هجری قمری به کلی ویران شد. جیرفت قبل از حمله مغول یکی از شهرهای آباد و ثروتمند جنوب کرمان بود. در اواسط سده هفتم، که مارکوپولو از جیرفت دیدن کرده، از ویرانی آن به دست تاتارها (مغول) گزارش داده و نام شهر جیرفت(یا شاید قمادین) را «کاماندو» و ناحیه مجاور آن را «رئوبارل» (رودبار) ضبط کرده‌است. به گفته وی (همان‌جا)، برخی از شهرهای ناحیه، از ترس حمله دزدانِ قبیله قراوناس (ظاهراً ساکن مکران)، با دیوارهای بلند گلی محصور شده بودند.

### حضور بلوچ ها در جیرفت
اما پیشینه زیست و حضور بلوچ ها در جیرفت و جبال بارز به پیش از اسلام می رسد که به نقل از مقدسی، اصطخری، ابن حوقل، عزالدین بن اثیر، بلوچ ها را با معرب «البلوص» در کنار کوفج ها با معرب «القفص»، شهروندان کوهستان‌های کرمان جبال بارز و جبال القفص عنوان می کنند. در صدر اسلام کوهستان‌های کرمان(شرق و جنوب کرمان) در دست قبایل کوفج و بلوچ بود.

#### علی بن کلویه رئیس قبایل بلوچ حاکم جیرفت
ابن اثیر و ابن مسكويه در جریان شکست سهمگین معزالدوله نقل می کنند:«رسول عليّ بن الزنجي معروف به «علی کلویه» در زمان  ابوعلی محمد بن الیاس رئیس قبایل بلوچ و کوفج بود که حاکم جیرفت بود.» هر دو نویسنده در ادامه این ماجرا عنوان می کنند: «که پیشینیان او(علی کلویه) قبل از او نیز همواره بر این منطقه کوهستان‌های کرمان(شرق و جنوب کرمان) مسلط بودند.»

#### شکست معزالدوله از علی بن کلویه و اسیر شدن آن
معزالدوله برادر عماد الدوله به دنبال ابوعلی محمد بن الیاس به کرمان لشکر کشی کرد ابو علی الیاس دانست که معزالدوله او را تعقیب خواهد کرد و از کرمان به بم و از بم سپس به سیستان فرار کرد، هنگامی که ابوعلی محمد بن الیاس در آن منطقه سرگردان بود، معزالدوله در جیرفت به جنگ «علی کلویه»، رئیس قبیله‎‌های بلوچ که متحد بزرگ ابوعلی محمدبن الیاس بود رفت.
علی کلویه هوشیار بود و شبانه با ارتش قبیله‌های خود درتنگه‌ای میان دو کوه از هر سو علیه نظامیان معزالدوله قیام کردند و منجر به شکست سخت معزالدوله شد که در نتیجه نظامیان کشته و عده‌ای اسیر شدند. در این حمله ضربات سختی به سر و گردن معزالدوله وارد شد و او دست چپ و تعدادی از انگستان دست راست خود را از دست داد و پیکرش در میان مردگان افتاد. این خبر در جیرفت چرخید و مشاور معز الدوله، كوردفير و یاران باقی ماند او همگی فرار کردند. صبح روز بعد علی کلویه دستور داد تا پیکر معزالدوله را بیابند و او را زنده یافتند.
علی کلویه پس از یافتن معزالدوله با احترام ضمن پوزش خواستن و اندوه نسبت به اتفاق راخ داده او را به جیرفت برد و به مداوای معزالدوله پرداخت.
پس از این واقعه علی کلویه در نامه‌ای به عمادالدوله از آنچه پيش آمد عذرخواهى كرد و اوضاع را براى او شرح داد. سپس اظهار داشت که از خود اطاعت می‌کند و نه آن را رها كرده و نه ترک كرده است. 
سپس عمادالدوله، قاضی شیراز، ابوعباس الحنات، ابوالفضل العباس بن فسنگس با مهربانی پاسخ او را دادند و در خواست آزاد سازی گروگان ها و تجدید عهد و قرارداد را داشتند. علی بن کلویه ضمن آزاد سازی معزالدوله و اسفهدوست و بقیه اسیران لباس‌های آنها را عوض کرد و برایشان ابزار و خوراکی آورد.
مقدسی عنوان می‌کند بلوچ ها توسط عضدالدوله از جبال القفص متفرق شده اند و در کرمان قوی ترین بودند حتی قفص ها که موجوداتی وحشی بودند از آنان می ترسیدند.، ابن حوقل نیز در اشاره به بلوچ ها عنوان می‌کند کوفج(القفص) از کس نترسد الا بلوچ(البلوص).عزالدین بن اثیر در شرح حکومت بنو الیاس بر کرمان کتاب خود می نویسد: مردم کوهستان‌های کرمان کوفج ها و بلوچ ها نواحی جنوبی کرمان را در کنترل خود داشتند و مطیع بنو الیاس می‌شوند که عضدالدوله علیه آن ها حمله می‌کند.

در دوران زند جیرفت بدون حادثه مهم و قابل توجهی زمان را پشت سر گذاشت در دوران قاجار جیرفت مجدداً رو به آبادانی گذاشته‌است.
با انقراض حکومت قاجار و روی کار آمدن رضاخان و دوران فترت، حد فاصل قاجار و پهلوی در جیرفت ناامنی و غارت اموال مردم شروع شد و بر اثر کمی باران و آب این منطقه طی سال‌های ۱۳۴۰ تا ۱۳۴۲ دچار خشکسالی و قحطی شدیدی گردید.

## موزه‌ی باستان‌شناسی جیرفت
موزه‌ی باستان‌شناسی جیرفت، موزه‌ای کوچک است و بخش عمده‌ی مجموعه‌ی آن را ظروف تزئینی ساخته‌شده از سنگ صابون تشکیل می‌دهد. موزه در فضای کم خود نزدیک به ۵۰۰ شی نفیس با نقوش ناشناخته و پر رمز و راز مربوط به هزاره‌ی سوم قبل از میلاد مسیح را در خود جای داده و در سال ۱۳۸۳ تأسیس شده‌است.

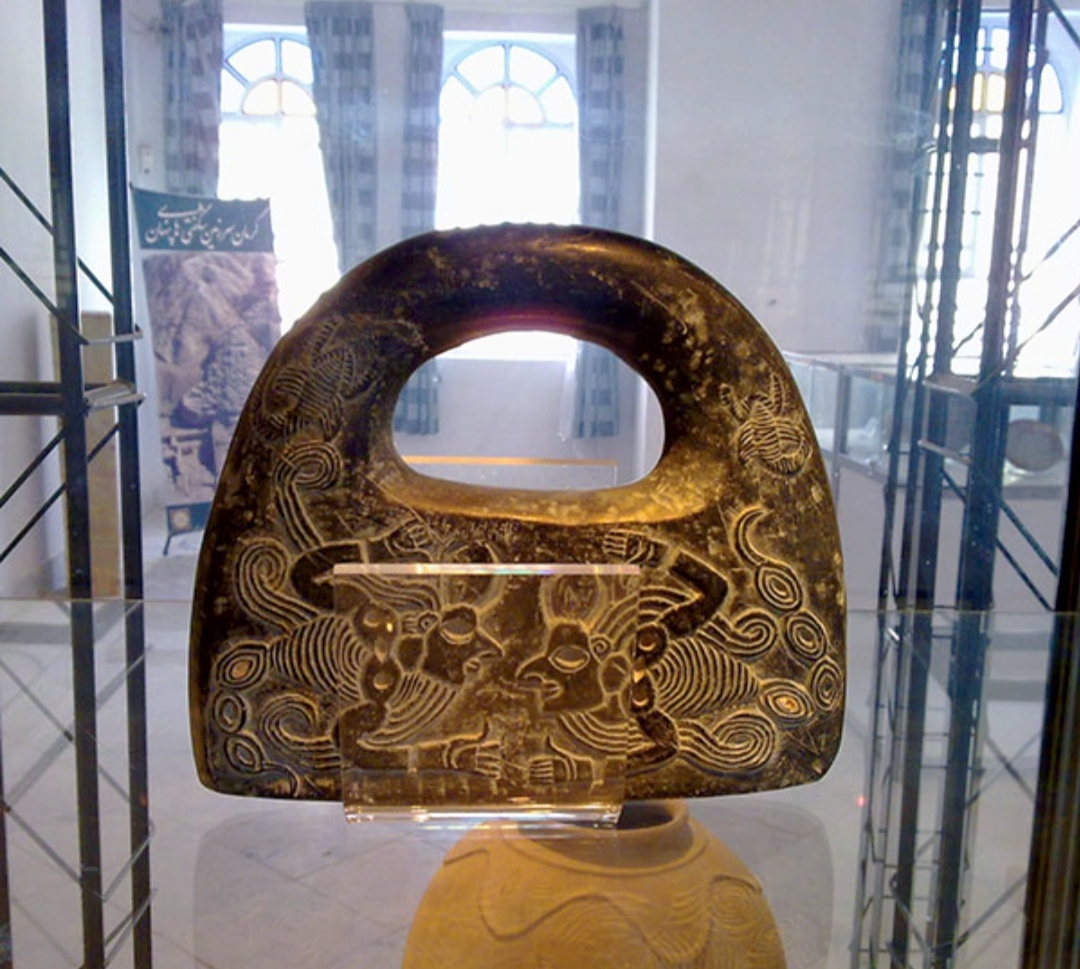
نقش مایه عقرب-انسان از سنگ صابون (تمدن هلیل رود جیرفت_هزاره سوم پیش از میلاد)

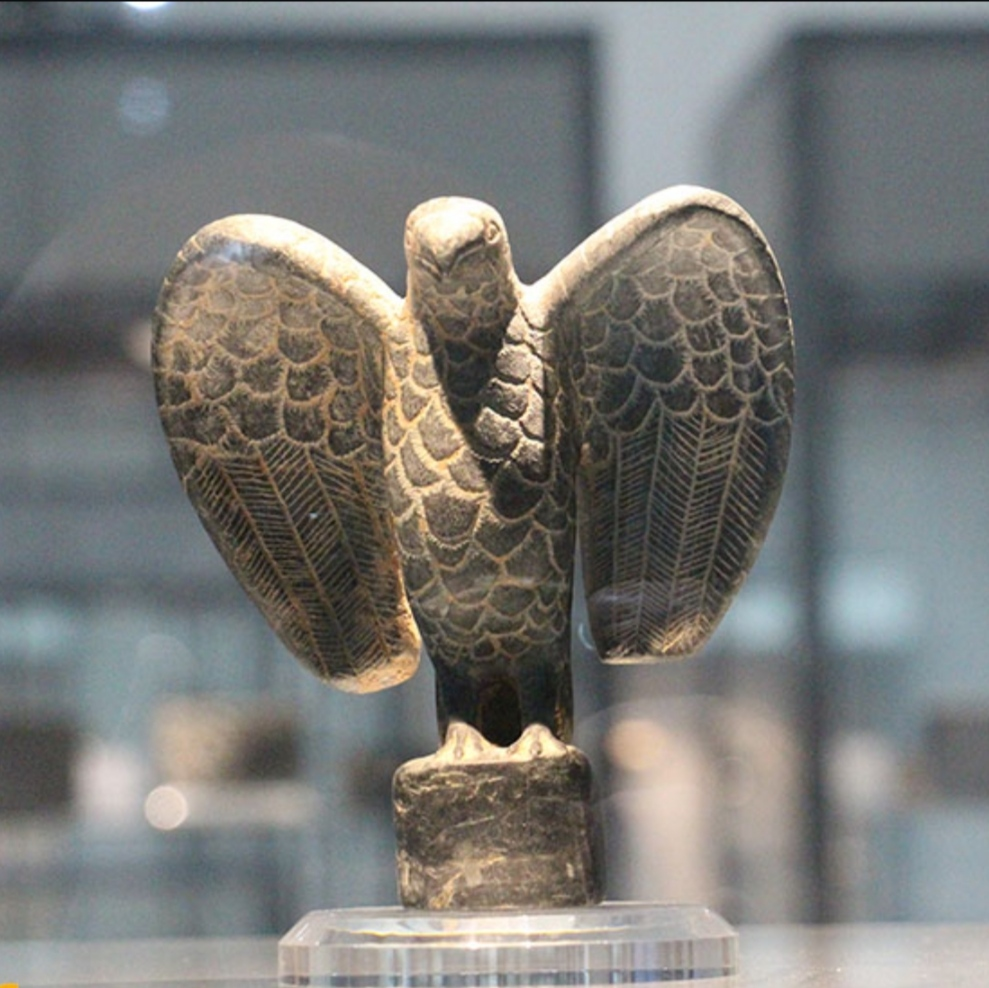
پیکر عقاب از سنگ صابون (تمدن هلیل رود جیرفت_هزاره سوم پیش از میلاد)

## مراکز باستانی و تاریخی

### مقبره میرحیدر (گورخانه)
مقبره میرحیدر (گورخانه) یادگاری از دوره صفویه است که در باغی بسیار زیبا و محصور از درختان مختلف، در اسفندقه جیرفت قرار دارد. نقشه گنبد آن از داخل چهارضلعی و در مراحل بعد به هشت طاق‌نما تبدیل شده و گنبد مدوری بر روی آن احداث گردیده‌است.

### شهر دقیانوس

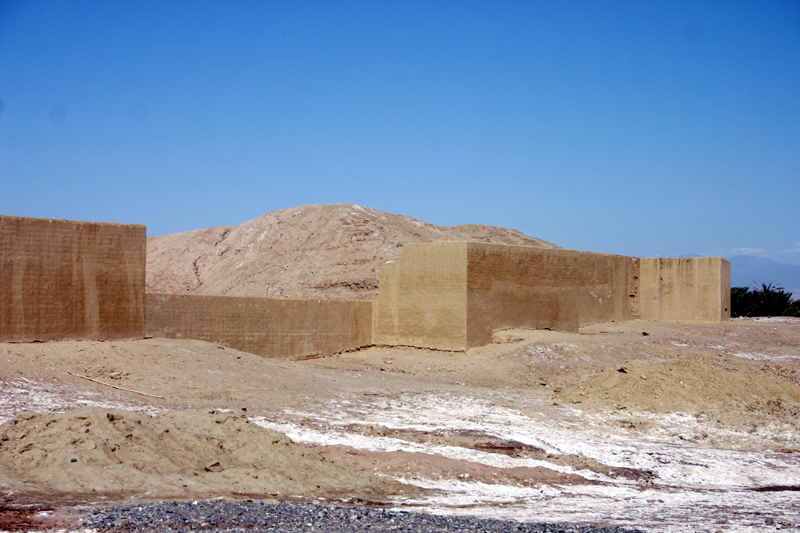
شهر دقیانوس و تپه‌های کنار صندل

شهر اسلامی دقیانوس (جیرفت قدیم) در شمال شهرستان جیرفت جای گرفته مربوط به دوره سلجوقیان است. با توجه به وسعت ۴۰ کیلومتری این شهر که هسته مرکزی آن تنها ۱۲ کیلومتر وسعت دارد، این شهر جزو بزرگ‌ترین شهرهای اسلامی کشور محسوب می‌شده‌است.
همچنین سریالی مربوط به آثار باستانی جیرفت به نام مجموعه تلویزیونی شهر دقیانوس که به کارگردانی مهرداد خوشبخت در سال ۱۳۹۰ از شبکه یک سیما پخش شد.

### تپه‌های کنار صندل
کنار صندل یک مکان باستان‌شناسی مربوط به عصر برنز است که در جنوب جیرفت استان کرمان قرار دارد.
آنجا دو تپه وجود دارد: تپه کنار صندل الف و تپه کنار صندل ب که چند کیلومتر با هم فاصله دارند و ارتفاعشان به ترتیب ۱۳ و ۲۱ متر است. در تپه کنار صندل ب، یک برج دو طبقه با پایه نزدیک به ۱۳٫۵ هکتار پیدا شد. همین‌طور کتیبه‌ها و الواحی با خطی ناشناخته پیدا شده‌است.

## مراکز علمی
دانشگاه علوم پزشکی جیرفت، دانشگاه پیام نور،دانشگاه جیرفت،دانشگاه آزاد واحد جیرفت و حوزهٔ علمیه امام صادق، جیرفت را تبدیل به یک شهر دانشگاهی کرده که بیش از ده هزار دانشجو در ۷ واحد دانشگاهی این شهر در سال ۹۸ درحال تحصیل بوده‌اند.

دانشگاه علوم پزشکی جیرفت

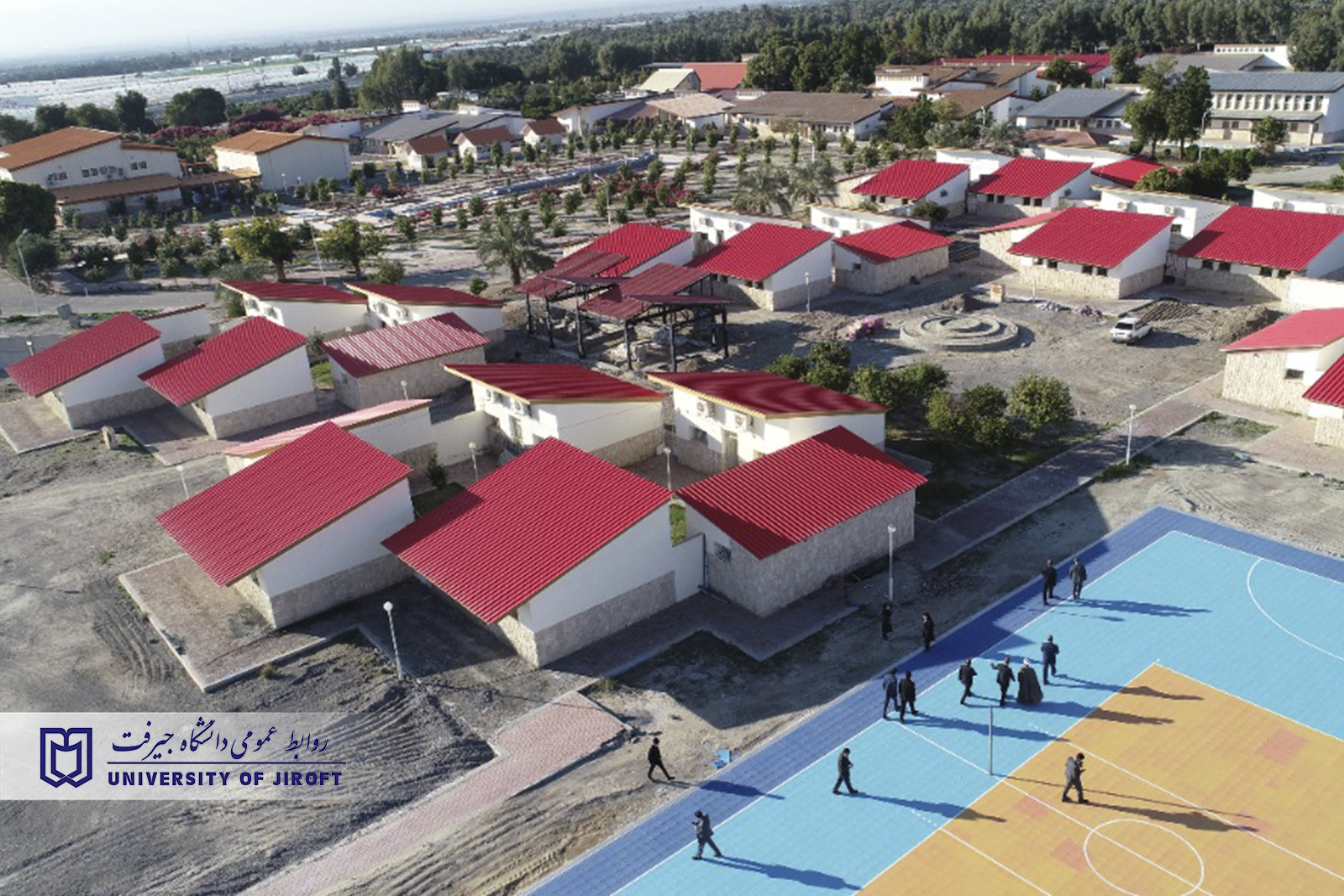
دانشگاه جیرفت

دانشگاه آزاد اسلامی واحد جیرفت، کتابخانه عمومی خدیجه کبری، کتابخانه عمومی غدیرمحمدآباد، کتابخانه عمومی شهیدمدنی و کتابخانه امام صادق پژوهش‌سرای دانوزی در جیرفت دایر است.

## حمل و نقل

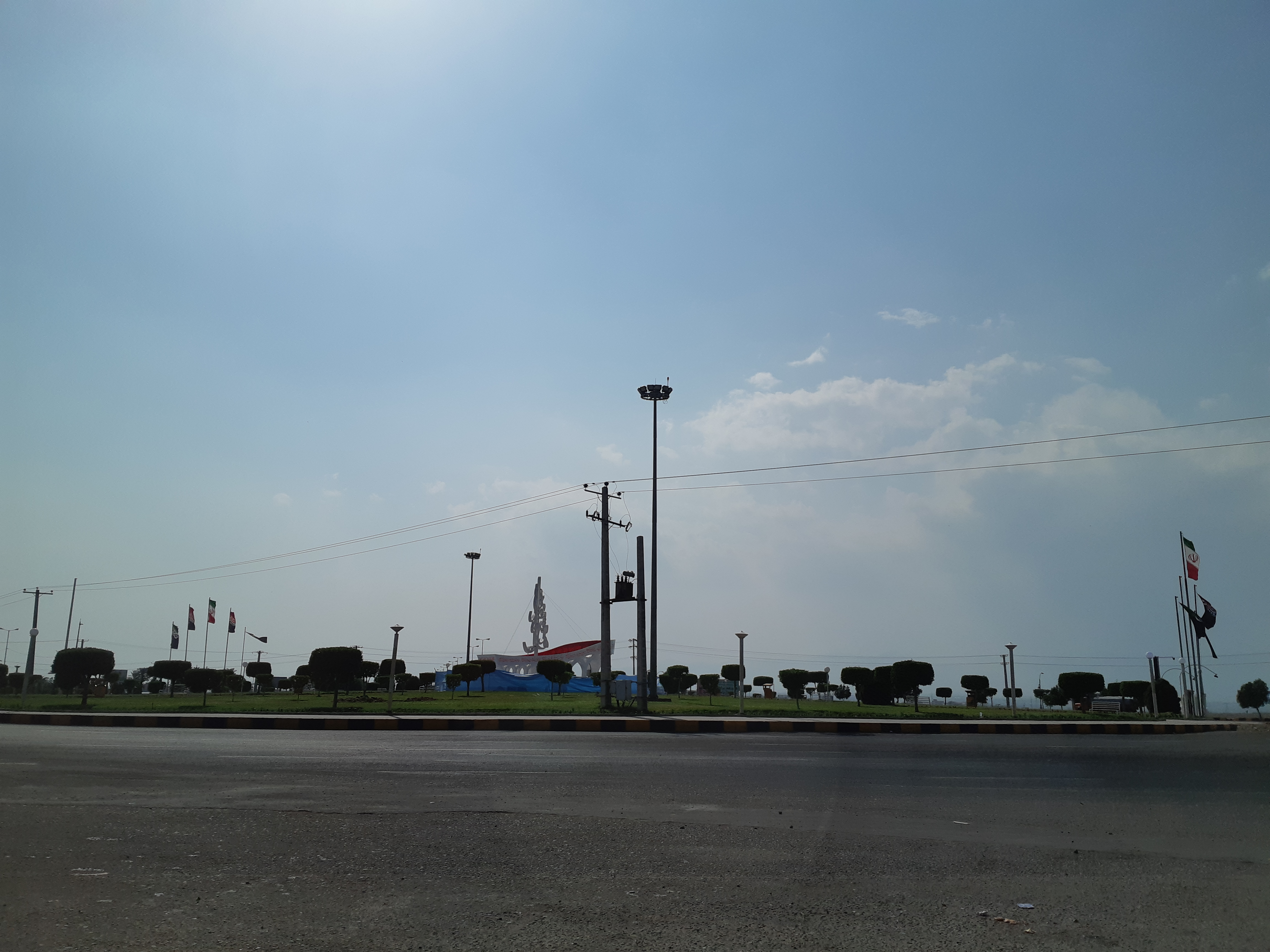
میدان شهدای جیرفت

حمل و نقل شهری اغلب با تاکسی انجام می‌شود و اتوبوسرانی به‌طور محدود فعالیت دارد.
نرم‌افزارهای درخواست خودرو اسنپ و ماکسیم در جیرفت فعال هستند.
فرودگاه جیرفت طی هرهفته دو پرواز رفت و برگشت به فرودگاه بین‌المللی مهرآباد دارد.
در سال ۲۰۱۶ میلادی ۲۰۲ نشست و برخاست هواپیما در فرودگاه جیرفت انجام شد و ۱۰٬۶۴۰ نفر مسافر و ۸۶٬۸۵۹ کیلوگرم بار از طریق آن جابجا شدند.

## بیمارستان‌ها و مراکز درمانی
- بیمارستان امام خمینی[۷۴]
- بیمارستان آیت‌الله کاشانی
- بیمارستان خصوصی قائم
- کلینیک تخصصی و فوق تخصصی ولایت
- کلینیک شبانه‌روزی ابن سینا[۷۵]
- ساختمان تخصصی نور
- کلینیک فرهنگیان جیرفت

## بوستان‌ها و فضای سبز شهری

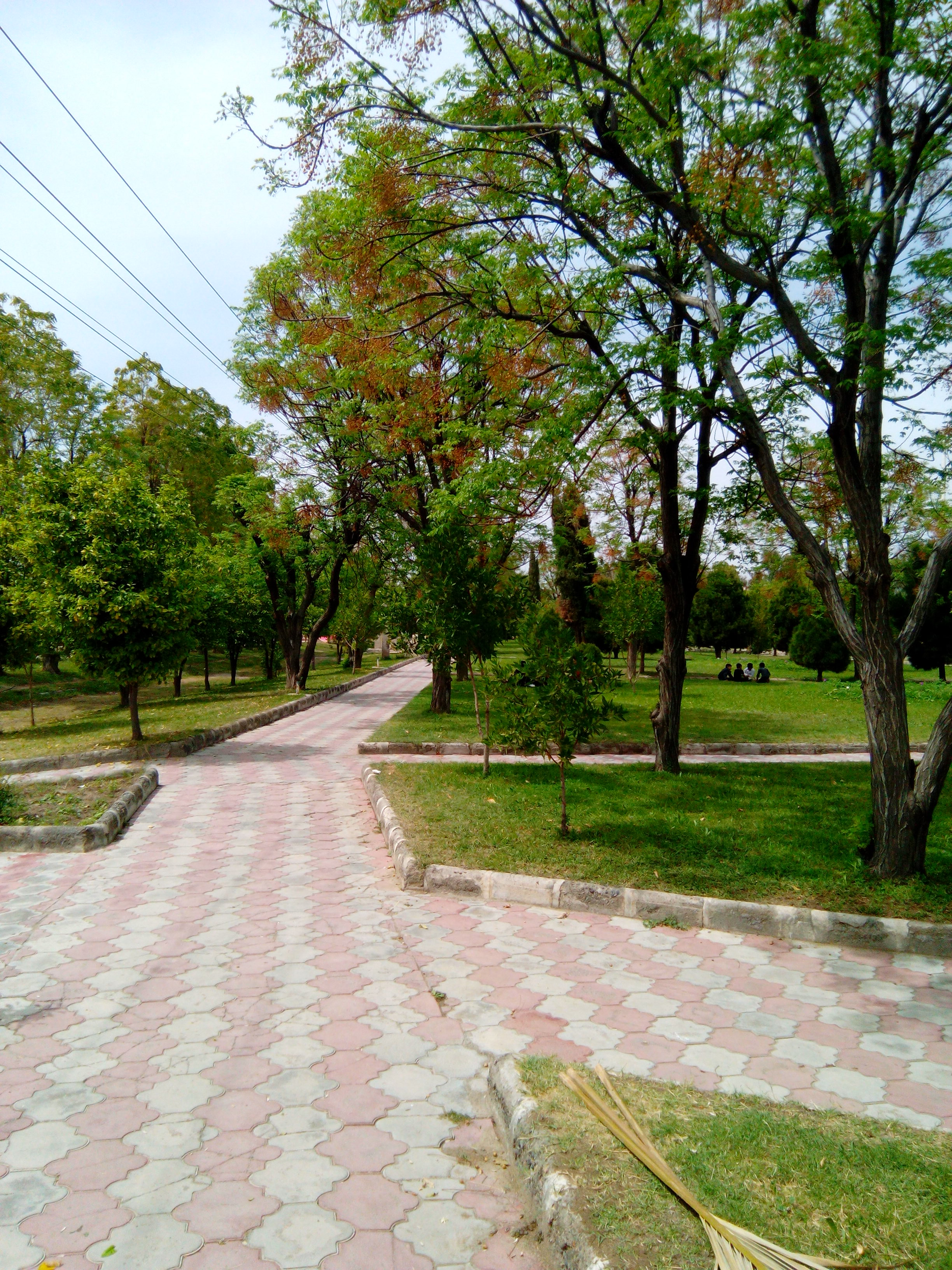
بوستان شهید دلیری

برخی پارک‌ها و بوستان‌های شاخص و مهم شهر جیرفت:
- بوستان شهید دلیری… مساحت۱۳۰۰۰۰ متر مربع
- بوستان ولیعصر… مساحت ۴۷۵۰۰ متر مربع
- بوستان باغ ملی… مساحت ۱۵۰۰۰ متر مربع
- بوستان لاله… مساحت ۳۱۹۸۰ متر مربع
- بوستان شقایق… مساحت ۶۵۸۸ متر مربع
- بوستان شهید بینا… مساحت ۱۰۸۰۰ متر مربع
- بوستان جهاد… مساحت ۲۶۵۲۰ متر مربع
- بوستان بانوان… مساحت ۶۵۰۰۰ متر مربع[۷۶]

## اقلیم و جغرافیای طبیعی
شهر جیرفت در ارتفاع ۷۲۰ متر از سطح دریا و در دره‌ای پهن گسترده شده و از موقعیتی دشتی و کوهستانی برخوردار است. ارتفاع مرکز شهر جیرفت از حداقل ۶۶۱ متر (محلهٔ سرجاز) تا حداکثر ۸۱۹ متر (فرودگاه جیرفت) متغیر است.

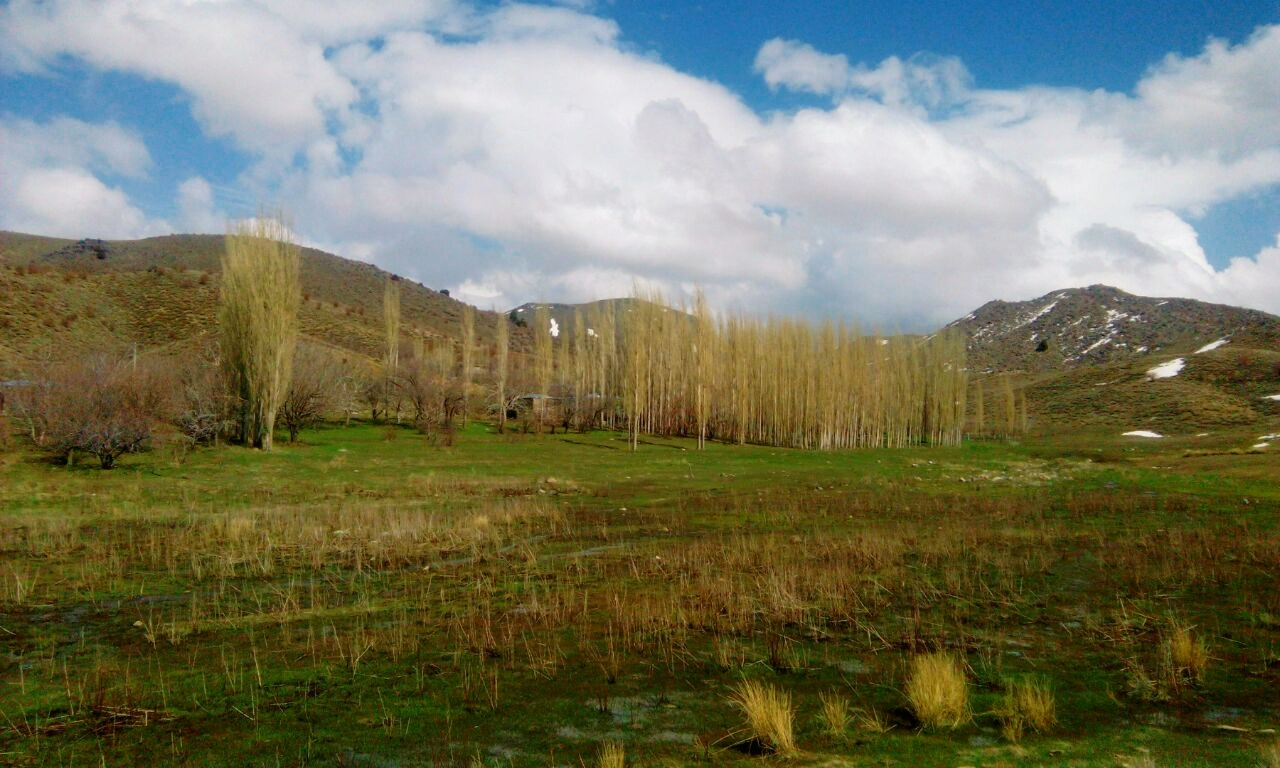
ارتفاعات بحر آسمان(ساردوئیه) شمال جیرفت

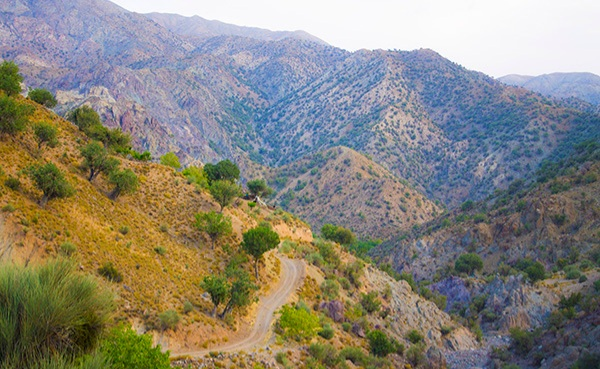
ارتفاعات جبال بارز، شمال شرق جیرفت

این شهر از شمال، مشرق و مغرب بین ارتفاعات ساردوئیه، جبال بارز و اسفندقه محصور است. کوه‌های جیرفت دنباله رشته کوه زاگرس جنوبی و ارتفاعات مرکزی می‌باشند و این بلندی‌ها شامل بحر آسمان در شمال و شمال‌غرب و جبال بارز در شرق و شمال شرقی هستند. قله نشانه با ارتفاع ۳۸۸۶ متر بلندترین قلّه جیرفت و کوه شاه جبال بارز با ارتفاع ۳۷۴۱ متر از مهم‌ترین قلل جیرفت است.

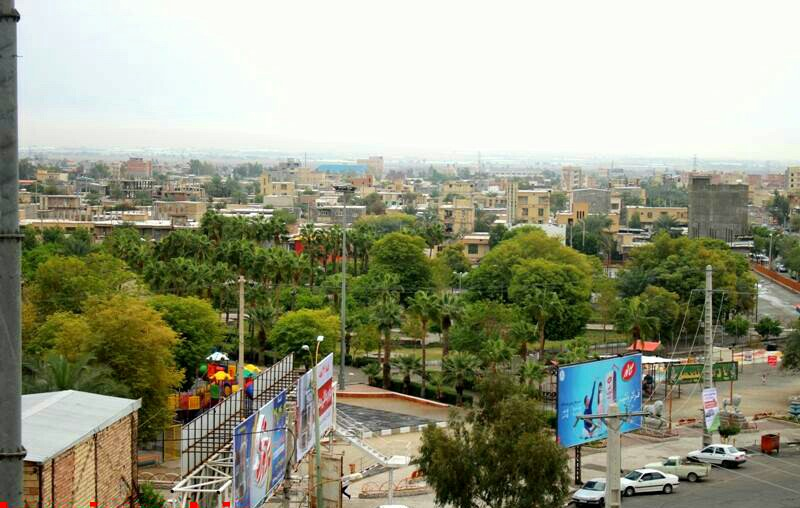
شهر جیرفت، بوستان ولیعصر

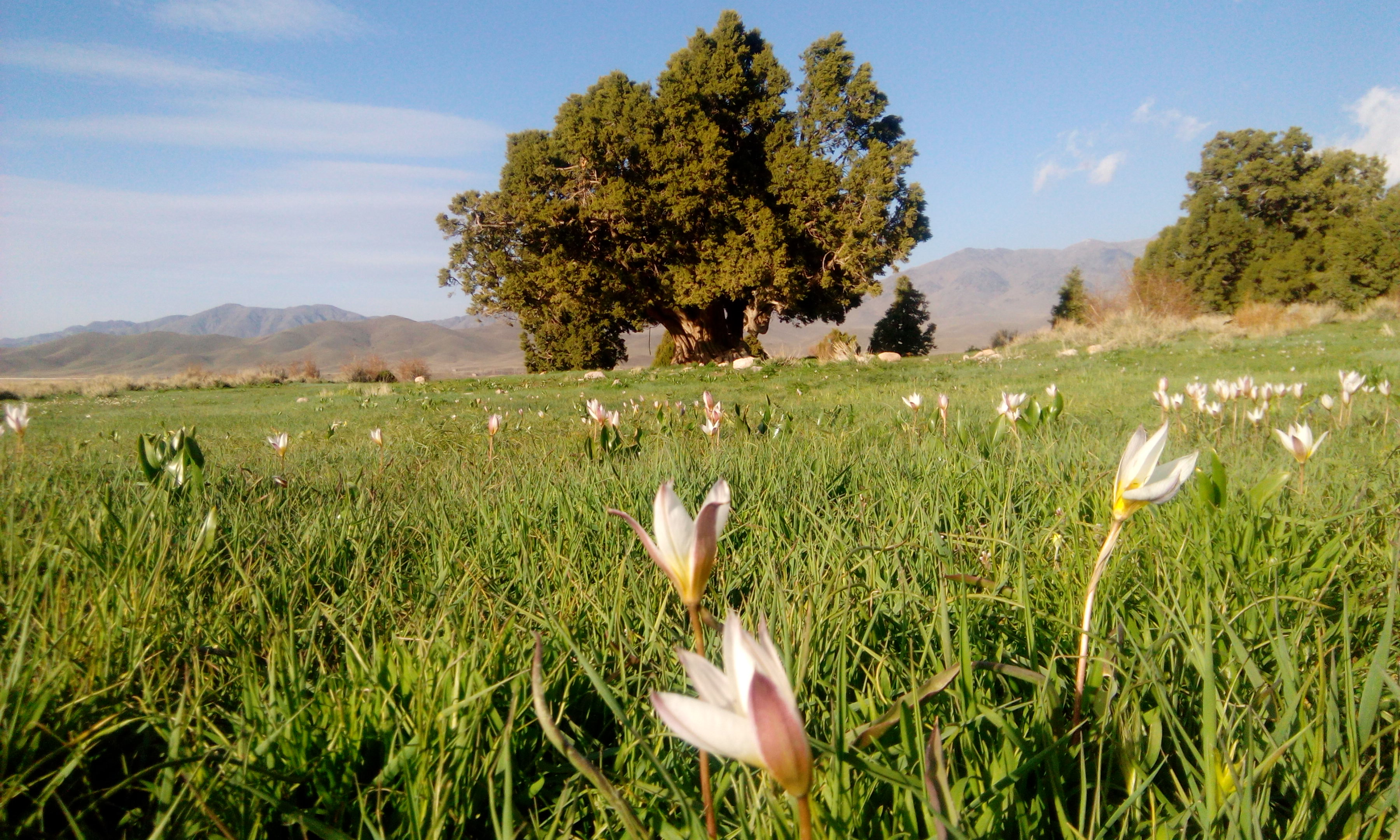
مراتع ساردوئیه

جیرفت در فصول مختلف سال تحت تأثیر وزش بادهای محلی، منطقه‌ای و برون منطقه‌ای قرار می‌گیرد که این بادها آب و هوای آن را دستخوش تغییرات می‌کنند.
- بادهای غربی و جنوب غربی که در فصل پاییز، زمستان و بهار با انتقال رطوبت از دریای سرخ، مدیترانه، خلیج فارس و اقیانوس هند و برخورد با جبهه هوای سرد و خشک شمالی سبب ایجاد ابر و بارندگی می‌شوند.
- بادهای سرد شمال شرقی:همزمان با نفوذ توده هوای سرد سیبری به نواحی جنوبی (درفصل پاییز و زمستان) و کمبود رطوبت و گرادیان فشاری بالا بین ارتفاعات مجاور و مناطق پست، باعث وزش تند باد از جهت شمال شرقی به سمت دشت جیرفت می‌شود.

شدت این بادهای سرد گاهی به ۵۰ تا ۶۰ کیلومتر بر
ساعت می‌رسد ویک تا سه شبانه روز ادامه پیدا می‌کند.
با فروکش کردن باد، دما به شکل محسوسی در این مناطق کاهش پیدا می‌کند.
- باد لَوار: باد لوار یکی از بادهای معروف در منطقهٔ جنوب کرمان است. باد لَوار بادیست بسیار داغ که از سمت جنوب غربی می‌وزد و از بیابانهای عربستان نشأت می‌گیرد. زمان وزش باد لوار از تیر ماه تا شهریورماه است.
- باد هوشا: در تابستان، بادی بسیار گرم، در گویش محلی به نام هوشا (Hušā) و کوهباد، از کوه‌های شمال و شمال شرقی به سمت جلگه‌های جیرفت می‌وزد. این باد، که گاهی تا یک هفته می‌وزد، رطوبت را کاهش می‌دهد.[۷۷]
- بادهای موسمی در فصل تابستان باعث انتقال رطوبت آب‌های جنوب به جیرفت شده و مسبب هوای شرجی و رگبارهای تابستانه هستند.
- بادهای خشک با جهت جنوب‌غربی - شمال‌شرقی در طول فصل بهار سبب وزش باد شدید و گاهی طوفان و گرد و خاک می‌شوند.

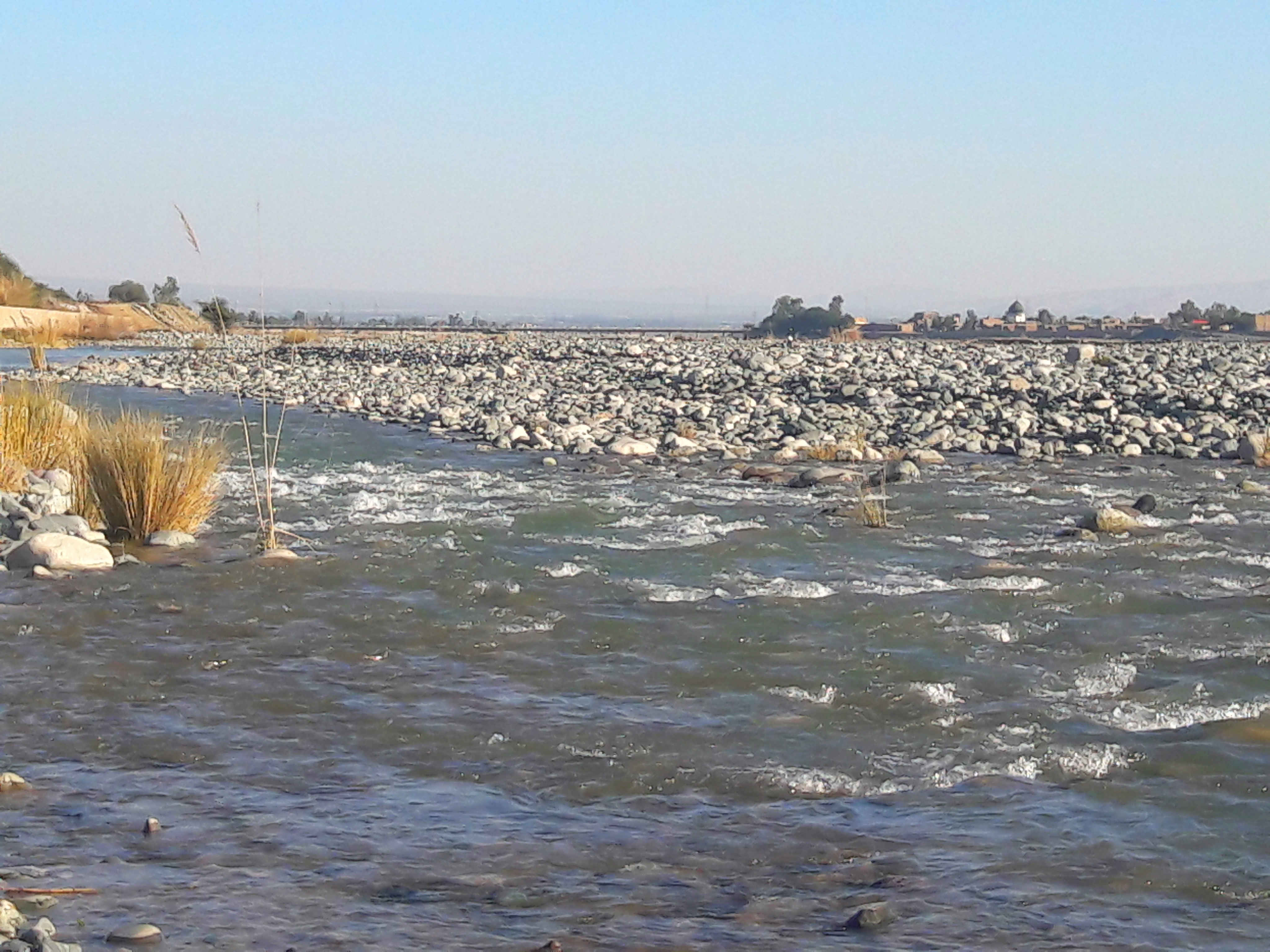
جریان هلیل رود در تابستان

شهر جیرفت به واسطه ۳ رود شور - ملنتی و هلیل احاطه شده‌است. در این بین هلیل رود به طول ۴۰۰ کیلومتر تنها رود دائمی استان کرمان، از کوهستان‌های شهرستان بافت، رابر و ساردوئیه سرچشمه گرفته از مرکز شهر جیرفت می‌گذرد و برای بخش کشاورزی بسیار حائز اهمّیت است که طی سال‌های اخیر با آینده‌نگری‌های غلط و پیش‌بینی انتقال آب سررشته‌های آن در شُرُف نابودی قرار دارد.

## آب و هوا
شهر جیرفت به علت قرار گرفتن در عرض‌های جنوبی کشور و واقع شدن در ارتفاع نه چندان بالا، دارای تابستان‌های گرم و نسبتاً مرطوب و زمستان‌هایی معتدل و کوتاه است؛ به شکلی که روزهای با دمای صفر درجه یا کمتر در طول فصل سرد از یک هفته تجاوز نمی‌کند و کمتر اتفاق می‌افتد.
سردترین روزهای سال در جیرفت در ماه ژانویه (دی‌ماه و اوایل بهمن‌ماه) اتفاق می‌افتد و برودت هوا گاهی تا ۴ درجه سانتی‌گراد زیر صفر تنزل پیدا کرده و سبب خسارت به بخش کشاورزی می‌شود. این در حالی‌ست که شدت گرما در ماه ژوئن (اواخر خرداد و تیرماه) به اوج خود می‌رسد و بیشینه دما به ۴۸+ درجه سانتی‌گراد می‌رسد.

### وضعیت بارندگی
شهر جیرفت به علت قرارگیری در دامنه جنوبی رشته کوه جبال بارز از کویر لوت جدا شده و میزان بارش در این منطقه به‌خصوص در مناطق کوهپایه ای و مرتفع، قابل ملاحظه است.

کوه‌های پربرف منطقه سربیژن

میزان بارندگی شهرستان جیرفت به‌طور میانگین بیش از ۲۲۰ میلی‌متر در سال است و این رقم در مناطق کوهستانی اطراف به بیش از ۴۰۰ میلی‌متر می‌رسد. طبق یک آمار بلند مدت منطقه خرمشاهی دلفارد با میانگین سالانه ۴۲۶٫۲ میلی‌متر بیشترین بارندگی استان کرمان را به خود اختصاص داده‌است.

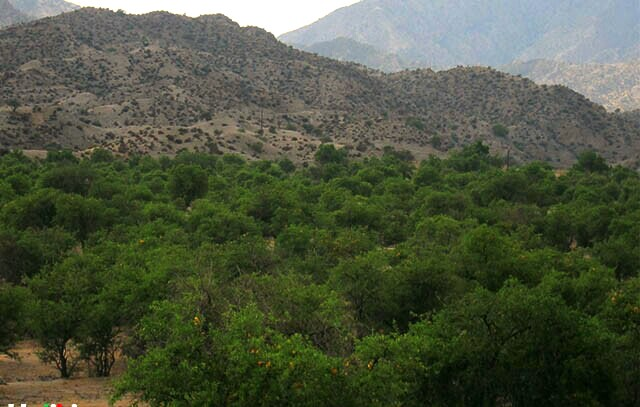
جنگل‌های منحصر به فرد انارشیطان، ۲۰ کیلومتری شمال جیرفت

حجمی قابل توجه از بارش سالیانه جیرفت مربوط به فعالیت توده‌های سودانی است؛ این سامانه‌ها با ماهیتی گرم از آبان تا اردیبهشت ماه با تأمین رطوبت از دریای سرخ، خلیج فارس و دریای عمان سبب بارشهای نافع در شهرستان جیرفت می‌شوند.

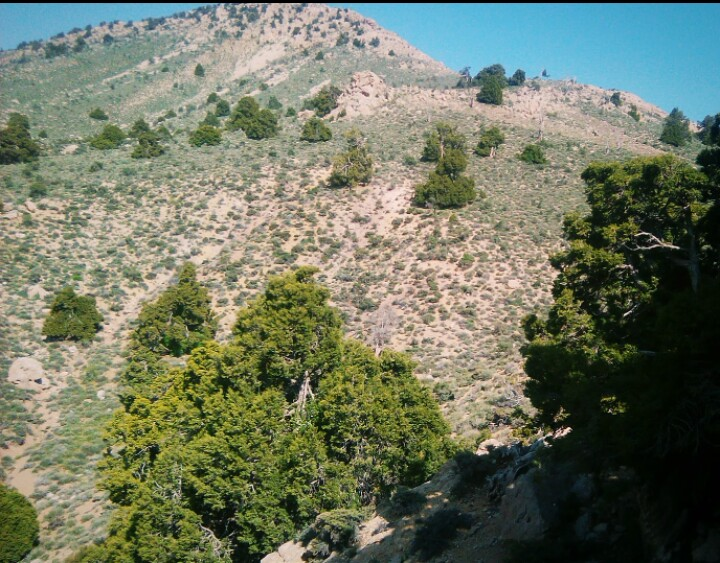
سرو کوهی (اُرس) پوشش غالب ارتفاعات جیرفت

در مجموع تعداد روزهای بارانی جیرفت بیش از ۲۸ روز در سال است. در این بین، بهمن‌ماه با ۱۰ روز بیشترین روزهای بارانی را دارد. پرباران‌ترین ماه سال در جیرفت دی‌ماه با میانگین ۷۰ میلیمتر و کمترین میزان در تیرماه با ۱ میلی‌متر است.
در طول بعضی از سال‌ها و در طی فصل تابستان با نفوذ بادهای موسمی اقیانوس هند به عرض‌های شمالی تر، جیرفت شاهد رخداد رگبارهای سنگین باران است. شکلی از این بارش‌ها در عصرگاه روز ۱۶ مردادماه ۱۳۹۲به همراه طوفانی با سرعت ۱۰۰ کیلومتر بر ساعت جیرفت را درنوردید و در مدت زمان بسیار کوتاه بیش از ۴۱ میلی‌متر باران بارید و سبب خسارت به زیرساخت‌های شهر جیرفت شد.

### بارش برف در شهر جیرفت
گرچه اغلب سال‌ها جیرفت شاهد ریزش تگرگ و سرماریزه و در مناطق اطراف شاهد برف سنگین است، اما ریزش برف در شهر جیرفت رخدادی کم‌سابقه تلقی می‌شود و مستلزم نفوذ جریان‌های بسیار سرد قطبی و تابع شرایط خاص هواشناسی است.
آخرین بارش برف در شهر جیرفت در زمستان ۱۳۵۱ خورشیدی رخ داد. هنوز هم از آن سال به عنوان سال برفی یاد می‌شود آن بارش برف از آغاز شب یازدهم دی ماه پس از بارانی بی‌وقفه شروع به باریدن کرد و تا قبل از ظهر روز بعد ادامه داشت. در مجموع ۲۰ تا ۲۵ سانتی‌متر برف به زمین نشست و سبب شکسته شدن شاخه‌های درختان شد. شهر جیرفت در دوران قاجار نیز برفی به مراتب سنگین تر را به خود دیده‌است.
در مطبوعات قاجار و خاطرات به جای مانده از دوران ناصرالدین شاه که خاطره نویسی در آن جایگاه ویژه‌ای داشت به برف سنگین دوران حکمرانی محمدحسن خان سردار بر ایالت وسیع کرمان و بلوچستان اشاره شده‌است.
محمدحسن خان اعتمادالسلطنه در مرآت البلدان چنین نوشته‌است:
"درسال ۱۲۶۹ قمری مصادف با ۱۸۵۲ میلادی
... در جیرفت از بلوکات کرمان تگرگی بارید که هر دانه آن حدود ۵ سیر (۳۷۵ گرم) وزن داشت بر اثر این تگرگ چند گله گوسفند در صحرا هلاک و بعضی از مردم ناقص‌العضو شدند و چندین رأس گاو هم کشته شدند. ایشان در دو صفحه بعد نیز می‌نویسد:
"... زمستان در کرمان بسیار سخت شد، به طوری که در بلوک جیرفت که هرگز برف نمی‌بارید، ۳ شبانه‌روز برف بارید و شدت سرما به حدی رسید که بسیاری از مردم و اموالشان از بین رفتند.
در روزنامه وقایع اتفاقیه به همان تاریخ و در جلد سوم کتاب ناسخ‌التواریخ نیز به این برف و به دنبال آن شیوع وبایی کشنده اشاره شده‌است.

## سد جیرفت
سد جیرفت پنجمین سد بتونی ایران است که در حدود ۴۰ کیلومتری شمال غربی شهر جیرفت در محلی معروف به «تنگ نراب» بروی هلیل رود احداث شده‌است.
ارتفاع این سد ۱۳۴ متر، طول تاج آن ۲۵۰ متر و گنجایش کل مخزن آن ۴۳۰ میلیون متر مکعب است و با شش دریچه قدرت تخلیه ۶۴۰۰ مترمکعب آب را در هر ثانیه و توانایی تولید سی هزار کیلووات برق را دارد. دریاچه سد جیرفت به مساحت تقریبی ۱۲۰۰۰۰ مترمربع حدود ۱۴۲۰۰ هکتار از زمین‌های شهرستان جیرفت را آبیاری می‌کند.
کار ساخت سد جیرفت در سال ۱۳۵۴ خورشیدی در حکومت پهلوی آغاز شد و پس از انقلاب ۱۴ سال به درازا انجامید و نهایتاً در سال ۱۳۷۱ خورشیدی خاتمه یافت.
پس از اتمام ساخت سد جیرفت، ۴ سال زمان برای آب‌گیری آن در نظر گرفته شد اما در زمستان ۷۱ با سیل عظیمی با دوره بازگشت ۸۰۰ سال به میزان ۵۰۳۵ مترمکعب بر ثانیه مواجه شد و بدون آنکه آسیبی به آن وارد شود، بخش بسیار زیادی از آب را ذخیره و حدود نیمی از آن را به اراضی پایین دست و هامون جازموریان رها کرد.